# Autostereogramma

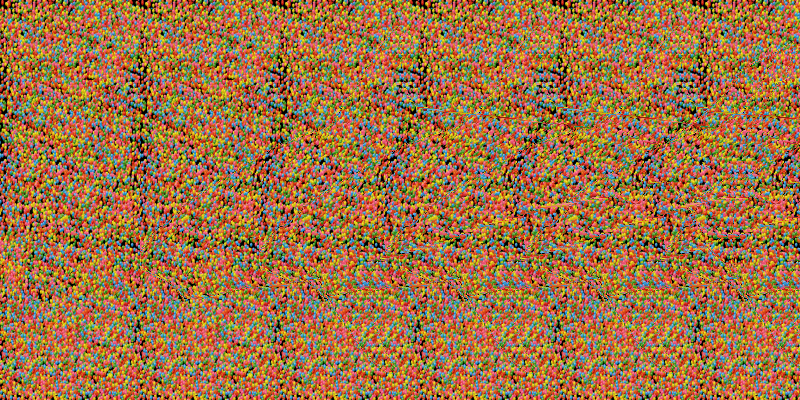
Esempio di autostereogramma

L'autostereogramma è uno stereogramma a singola immagine (SIS: Single Image Stereogram, in inglese), realizzato per creare una illusione ottica tridimensionale da un'immagine bidimensionale, nel cervello umano. Al fine di percepire una forma tridimensionale in un autostereogramma, gli occhi devono superare di norma il coordinamento automatico tra messa a fuoco e convergenza.
Esistono varie tipologie di autostereogramma che comprendono: wallpaper autostereogram (autostereogramma "carta da parati"), Autostereogramma SIS, Autostereogramma TUT, Autostereogramma SIRDS, ecc.
In italiano questo tipo di immagine viene talvolta impropriamente detta anche stereogramma, tuttavia questo utilizzo è errato poiché il termine definisce tutti i tipi di immagine piana atta a produrre un effetto di profondità, non soltanto l'autostereogramma.

## Storia
Nel 1838 lo scienziato britannico Charles Wheatstone, pubblica una trattazione della stereopsi (la visione binoculare), derivante dalla differenza tra le due immagini vedute singolarmente dagli occhi. A dimostrazione del suo studio realizza una serie di immagini che espongono queste differenze orizzontali, degli stereogrammi, visibili separatamente da ciascun occhio attraverso uno strumento da lui brevettato, lo stereoscopio a specchi. Osservati attraverso lo stereoscopio di Wheatstone, i disegni creavano una percezione artificiale di tridimensionalità.
Tra il 1849 e il 1850 lo  scienziato scozzese David Brewster, migliora lo stereoscopio di Wheatstone utilizzando lenti al posto degli specchi, riducendo così la dimensione del dispositivo e rendendolo di più pratico utilizzo. Brewster al contempo scopre l'effetto "carta da parati" (wallpaper effect): egli nota che fissando a lungo gli schemi ripetuti nella carta da parati, il cervello è portato a sovrapporli creando l'illusione che il piano di messa a fuoco si trovi dietro alla superficie reale.
Nel 1959 lo studioso della scienza della visione, neuroscienziato e psicologo Bela Julesz e MacArthur Fellow, inventano gli stereogrammi a punti casuali, mentre portano avanti una ricerca laboratori Bell sul riconoscimenti di oggetti camuffati dalle foto aeree riprese dagli aerei spia. Al tempo, molti studiosi della visione pensavano che la percezione della profondità si verificasse negli occhi stessi, mentre ora sappiamo trattarsi di un complesso processo neurologico. Julesz utilizzò un computer per creare un paio di immagini a punti casuali che, quando venivano osservate con uno stereoscopio, permettevano al cervello di vedere delle forme tridimensionali. Questo provava che la percezione della profondità è un processo neurologico.
Nel 1979 Christopher Tyler, uno studente di Julesz e della visione psicofisica al Smith-Kettlewell Institute, combina le teorie dell'effetto "carta da parati" scoperto da Brewster e dello stereogramma a punti casuali di Julesz, per creare il primo autostereogramma a punti casuali, anche conosciuto con il nome di stereogramma a singola immagine a punti casuali (single-image random-dot stereogram o SIRDS). Questo tipo di autostereogramma permette di visualizzare una forma tridimensionale da una singola immagine bidimensionale, senza l'ausilio di alcun dispositivo ottico.
Nel 2011 le moderne versioni dell'autostereogramma sono state scoperte da Amit Kumar Sarkar, che ha dimostrato come l'identico rapporto di distanza di ciò che può essere osservato può essere visto senza l'ausilio di occhiali 3D.
Con questa equazione: A/I=x/y , dove A è la distanza tra i due occhi, I è la distanza tra l'immagine sinistra e l'immagine destra, x la distranza tra gli occhi e l'immagine tridimensionale messa a fuoco e y è la distanza tra entrambe le immagini e l'immagine tridimensionale focalizzata.

## Principio di funzionamento

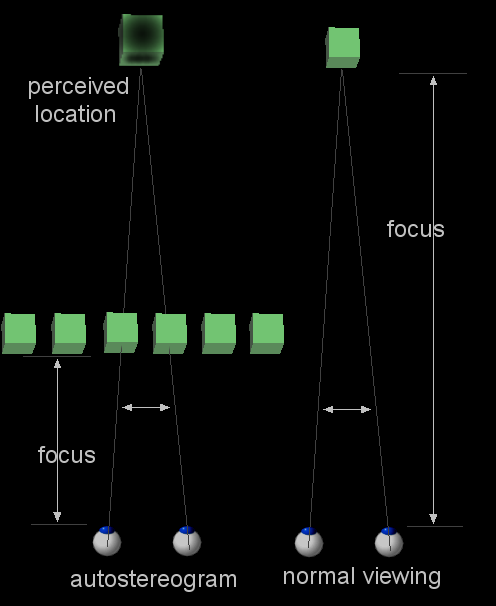
Principio di funzionamento di un autostereogramma: il cervello interpreta due punti vicini come se fossero lo stesso punto visto in maniera tridimensionale, creando una falsa percezione dell'immagine

Gli autostereogrammi sono simili a normali stereogrammi, tranne che per osservarli non necessitano di uno stereoscopio. Uno stereoscopio utilizza una coppia di immagini piane riprese da due angolazioni leggermente differenti, e destinate una all'occhio sinistro e l'altra all'occhio destro, permettendo così al cervello di ricostruire l'oggetto originario attraverso disparità binoculare. Con un autostereogramma il cervello riceve pattern ripetuti da entrambi gli occhi ma non riesce a combinarli correttamente, combinandoli invece in due differenti pattern adiacenti che formano un oggetto virtuale basato su angoli di parallasse errati, ponendo così l'oggetto virtuale ad una profondità diversa da quella dell'autostereogramma.
La figura è generalmente costituita da una successione di strisce verticali larghe diversi millimetri che differiscono tra di loro leggermente. Quando l'osservatore tenta di 'mettere a fuoco' non la figura piana ma un punto immaginario dietro il disegno, il suo cervello è ingannato ed interpreta due strisce affiancate come se fossero la stessa attribuendo quindi alle piccole differenze tra le strisce stesse una realtà tridimensionale.
Ci sono due modi per visualizzare un'autostereogramma: wall-eyed (divergente) e cross-eyed (convergente). La maggior parte degli autostereogrammi sono creati per essere visti solamente in uno dei due modi, solitamente con la tecnica divergente. La visione divergente richiede che i due occhi adottino un angolo relativamente parallelo, durante la visione convergente invece un angolo relativamente convergente.

## Creazione

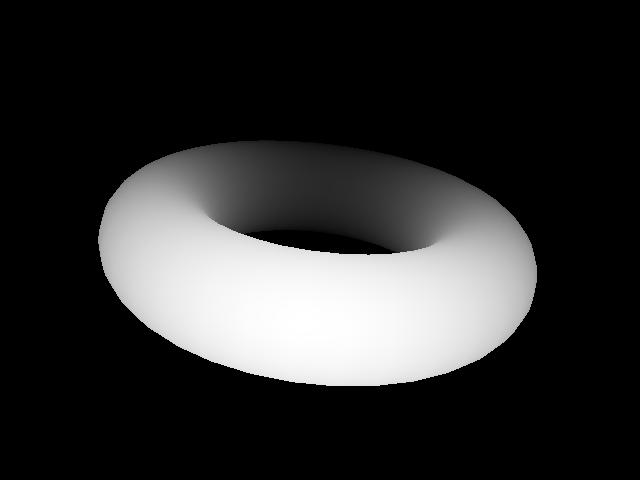
Esempio di una Depth Map rappresentante un Toro

L'autostereogramma viene generato attraverso appositi software, utilizzando una Depth Map o Mappa delle Altezze e anziché due immagini scattate da angolazioni differenti.
Questa "mappa" è generalmente un'immagine in gradazioni di grigio che ritrae un oggetto da visualizzare nello stereogramma. In una mappa delle altezze in gradazioni di grigio ogni punto dell'immagine è tanto più scuro quanto più è lontano dal punto di osservazione e tanto più chiaro quanto più è vicino.
Le Depth Map sono usate anche per molte altre funzioni e non solo per la creazione di autostereogrammi, per questo motivo la maggior parte dei programmi di computer grafica permette dei veloci e semplici rendering in questa modalità.
Per poter creare lo stereogramma è necessario l'utilizzo di un software adibito a questo scopo che, presa una piccola immagine ripetitiva o casuale, genera lo stereogramma tenendo conto della mappa fornita. In base all'intensità del grigio del punto dell'immagine, questa viene deformata punto per punto  creando l'effetto stereoscopico che permetterà la visione tridimensionale.
Oltre che software specifici si possono trovare su internet diversi Plug In per software di fotoritocco.

## Tipologie

### Wallpaper Stereogram
Il tipo più semplice di autostereogramma orizzontale è costituito dal ripetersi di schemi ed è conosciuto come wallpaper autostereogram (autostereogramma "carta da parati"). Se osservato con la corretta convergenza, i pattern ripetuti sembrano "galleggiare" sopra o sotto lo sfondo. I libri della serie Eye Magic utilizzano invece un altro tipo di autostereogramma chiamato random dot autostereogram (stereogramma a punti casuali). In questo tipo di autostereogramma, ogni pixel dell'immagine viene calcolato da una striscia di pattern e una mappa di profondità. Di solito, una scena 3D nascosta emerge quando l'immagine viene visualizzata con la corretta convergenza.

### Autostereogramma SIS

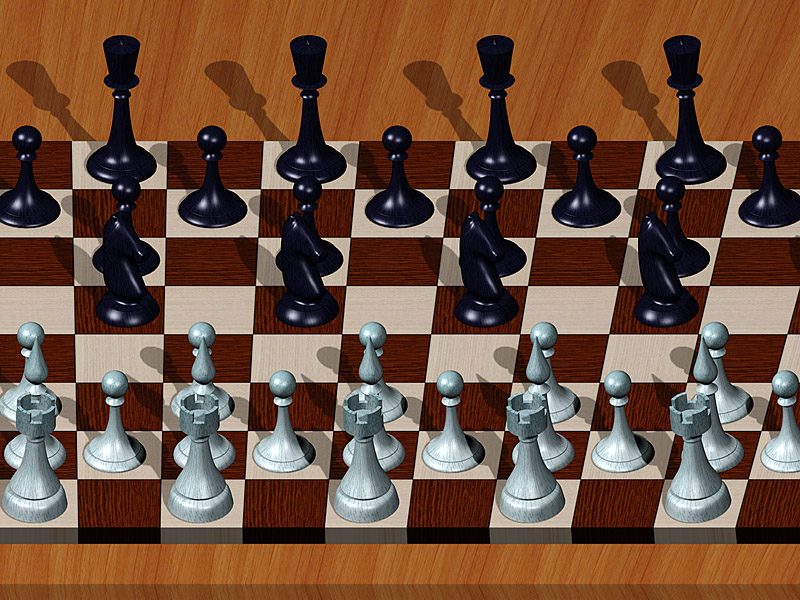
Autostereogramma SIS

L'autostereogramma a immagine singola (Single Image Stereogram), è composto da un'immagine visibile a occhio nudo che presenta alcune ripetizioni. Una volta combinato il pattern che la compone in modo da sovrapporre le sue ripetizioni di destra con quelle di sinistra, si percepisce l'illusione e l'immagine diventa tridimensionale.

### Autostereogramma SIRDS

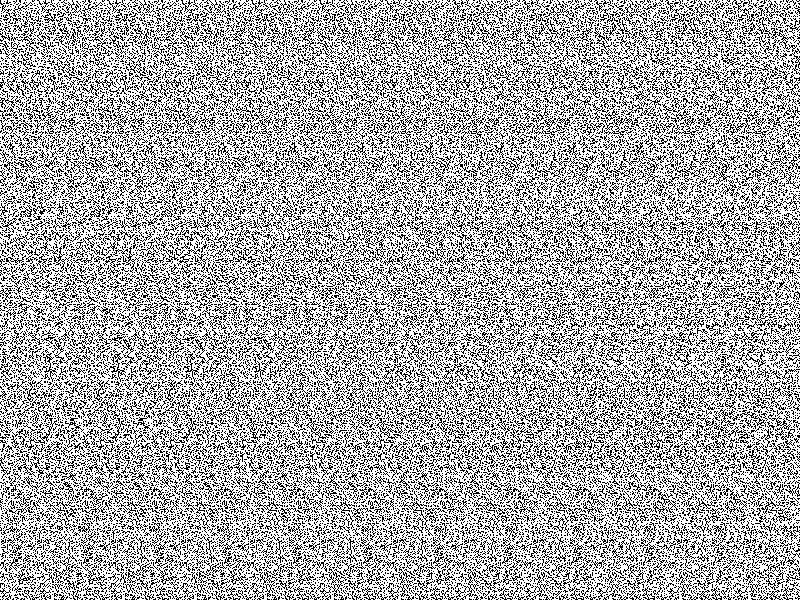
Stereogramma SIRDS a punti casuali

La "singola immagine stereoscopica a punti casuali" (Single Image Random Dot Stereogram), è un autostereogramma dove la ripetizione di ogni pattern è alterato leggermente, che cela un'immagine visibile a occhio nudo.

## Altri utilizzi
Questa tecnica, oltre a creare l'effetto di tridimensionalità, viene talvolta utilizzata anche per nascondere delle informazioni, specie a chi non conosce la tecnica, infatti guardando l'immagine sembrerebbe una normale immagine casuale o uno sfondo per siti internet.